# Bombyx du mûrier
Bombyx mori
 (octobre 2018).
Espèce
Le Bombyx du mûrier (Bombyx mori) est un lépidoptère domestique originaire du Nord de la Chine, élevé pour produire la soie. Le ver à soie est sa chenille. Le bombyx est inconnu à l'état sauvage. Il résulte de la sélection par élevage appelé sériciculture.
C'est au stade de chenille que le bombyx produit la précieuse fibre sécrétée en une bave abondante qui, en durcissant au contact de l'air, se transforme en un fil unique de soie brute avec lequel la chenille se fabrique un cocon. La chenille est ébouillantée à cette période de sa vie afin de récupérer ce fil qui mesure entre 800 et 1 500 m de long,. Cette production de soie par des glandes spécialisées, dites séricigènes a été interprétée comme une excrétion de substances toxiques présentes dans l'alimentation.

## Taxonomie
Bombyx mori serait relativement proche du Bombyx mandarina (en), avec lequel il peut s'hybrider, et qui est présent au nord de l'Inde, au nord de la Chine, en Corée et au Japon.
D'autres papillons portent en français le nom de bombyx, sans pour autant appartenir au genre scientifique Bombyx. C'est notamment le cas du Bombyx de l'ailante (Samia cynthia) et du Bombyx du chêne (Lasiocampa quercus).

## Description

Stades de développement du Bombyx du mûrier
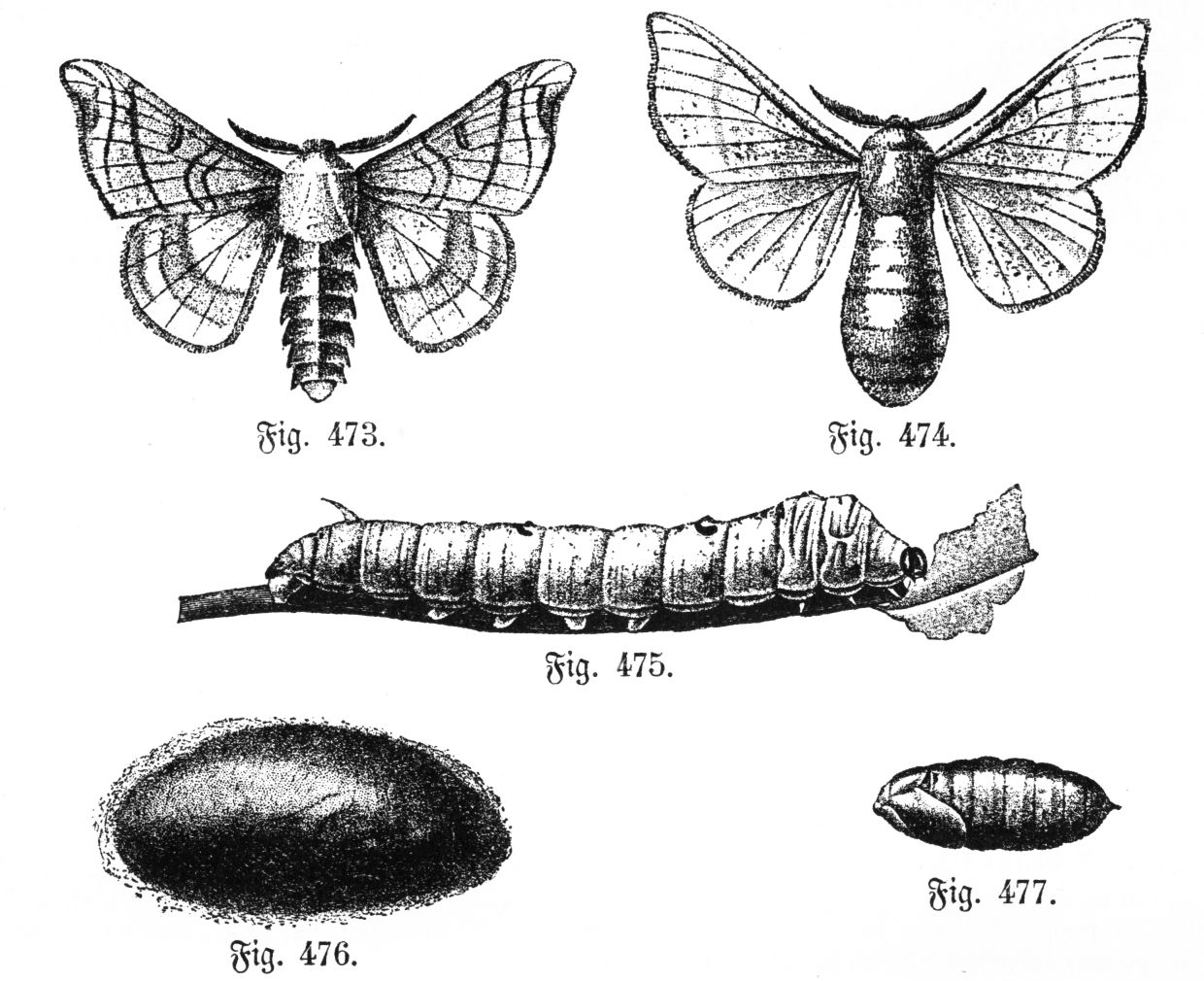
Fig. 473. Mâle. - Fig. 474. Femelle. - Fig. 475. Chenille. Fig. 476. Cocon. - Fig. 477. Chrysalide
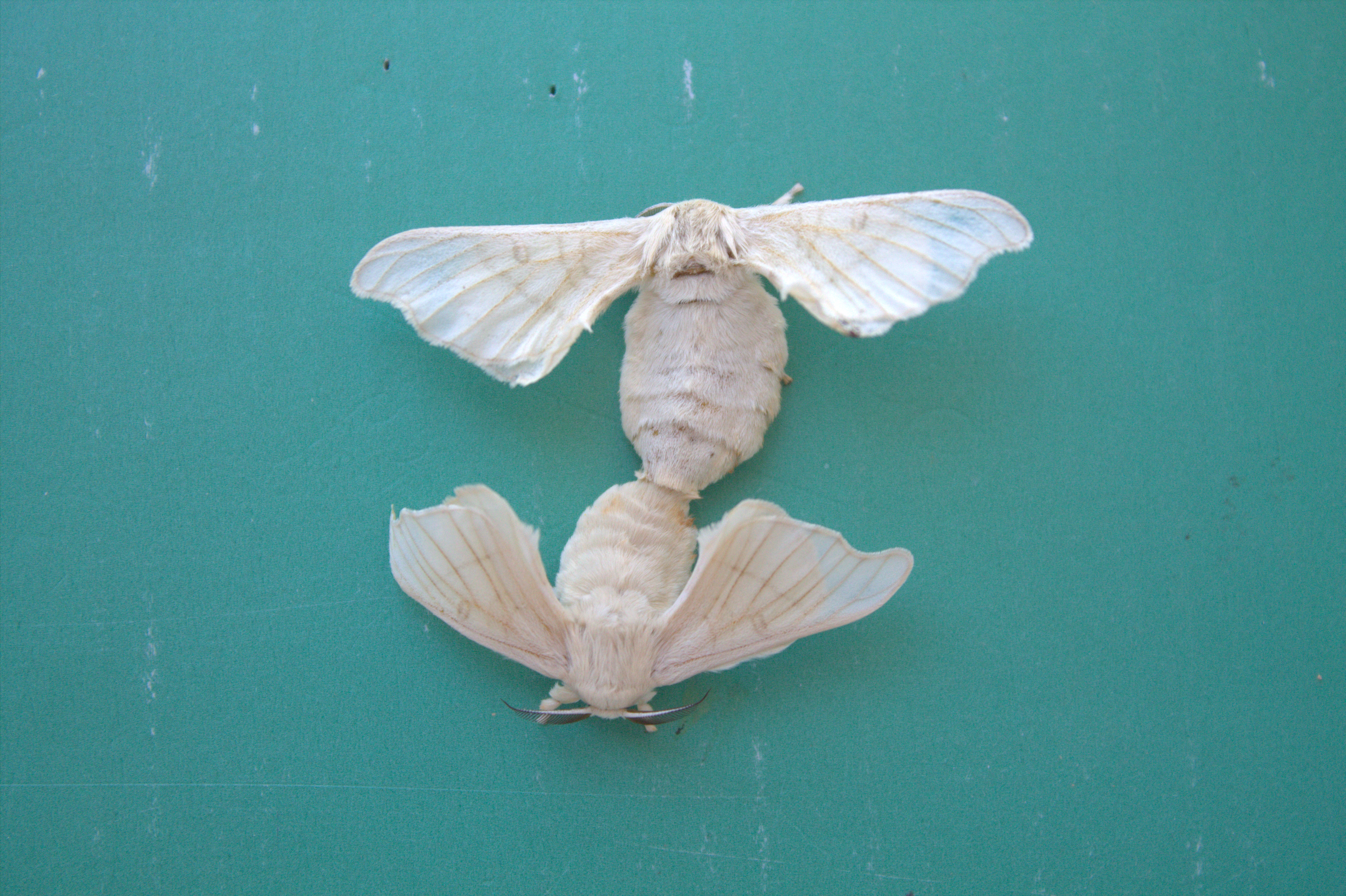
Accouplement
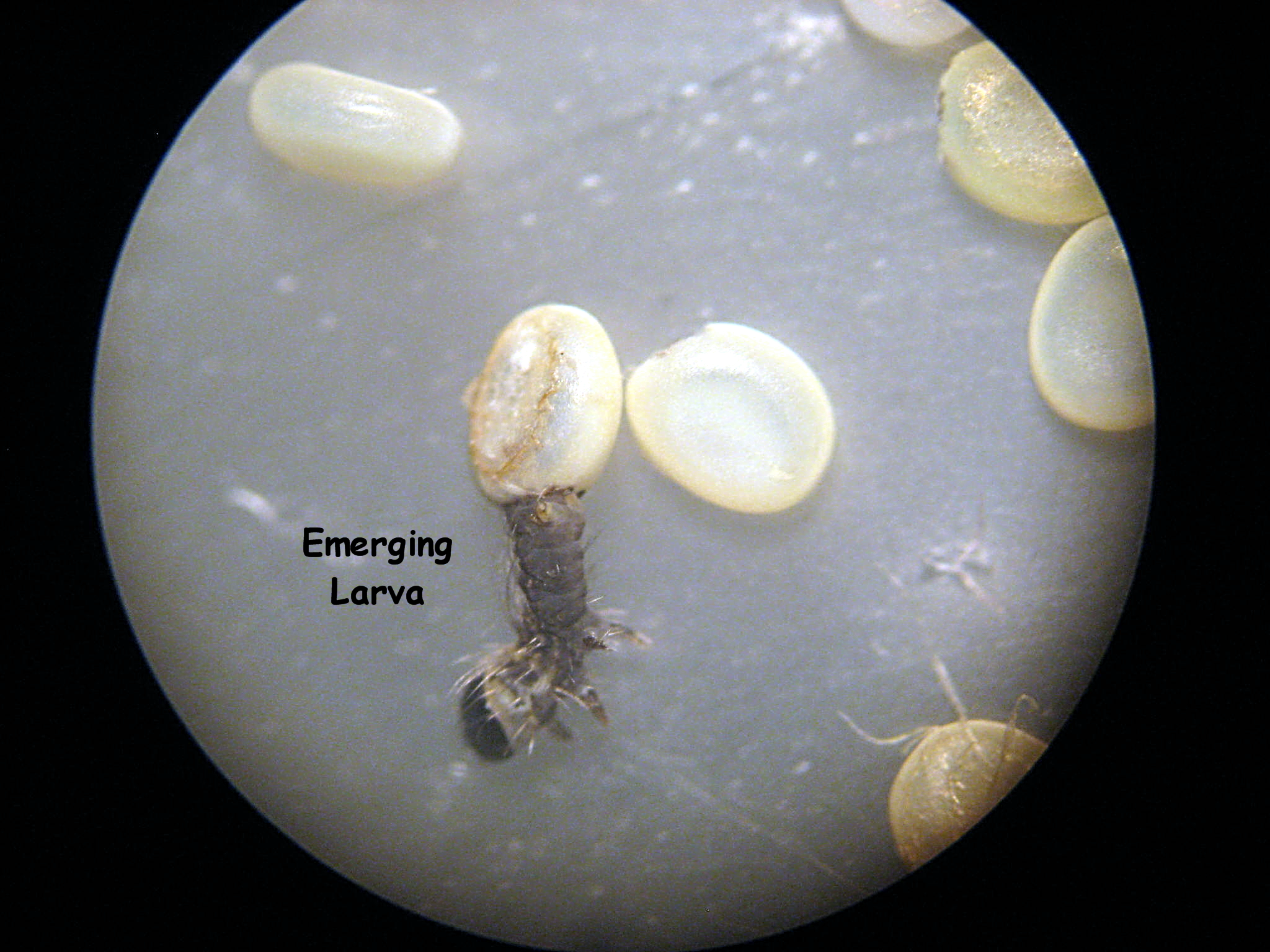
Chenille sortant de l'œuf
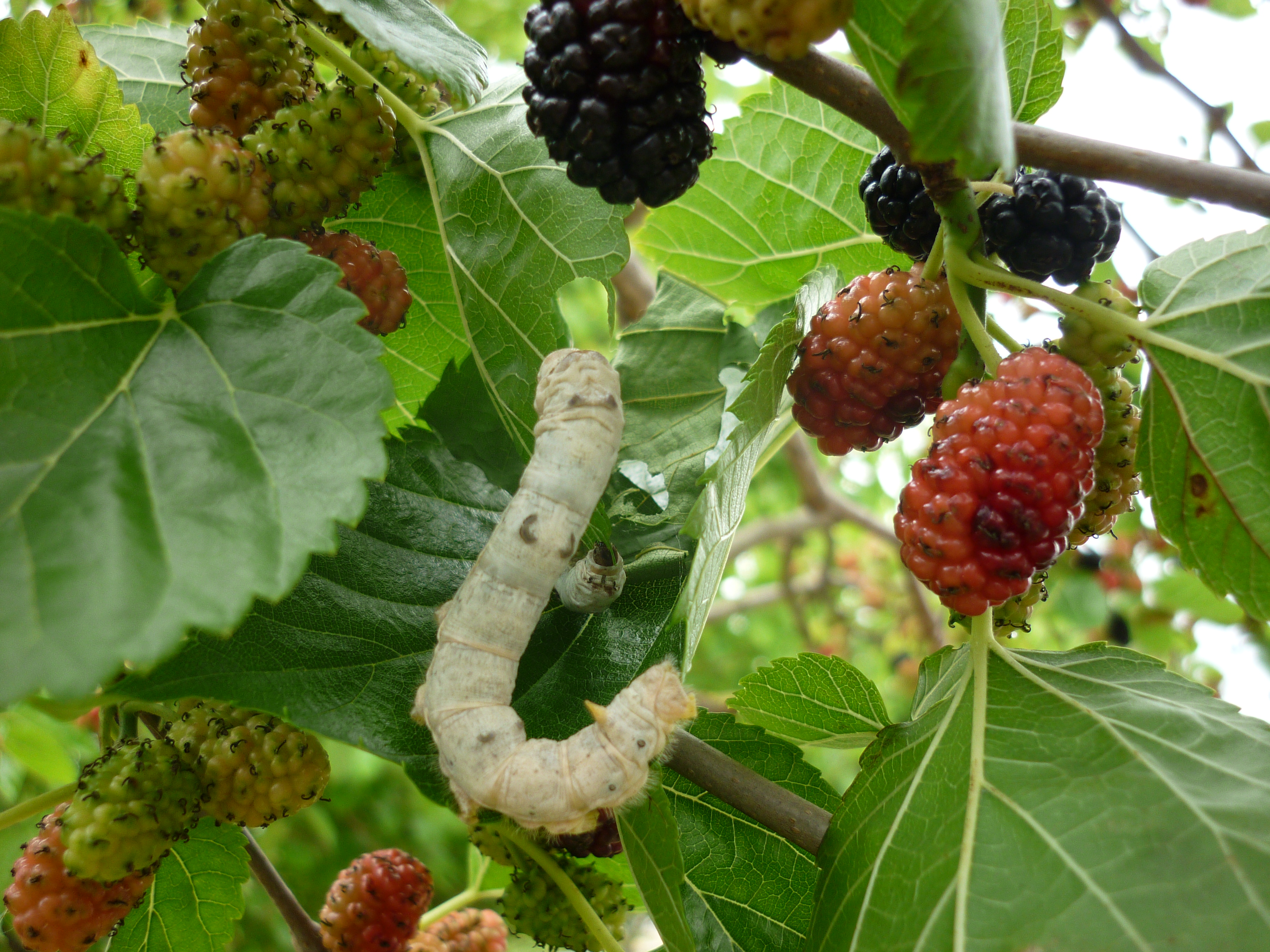
Chenille sur un mûrier
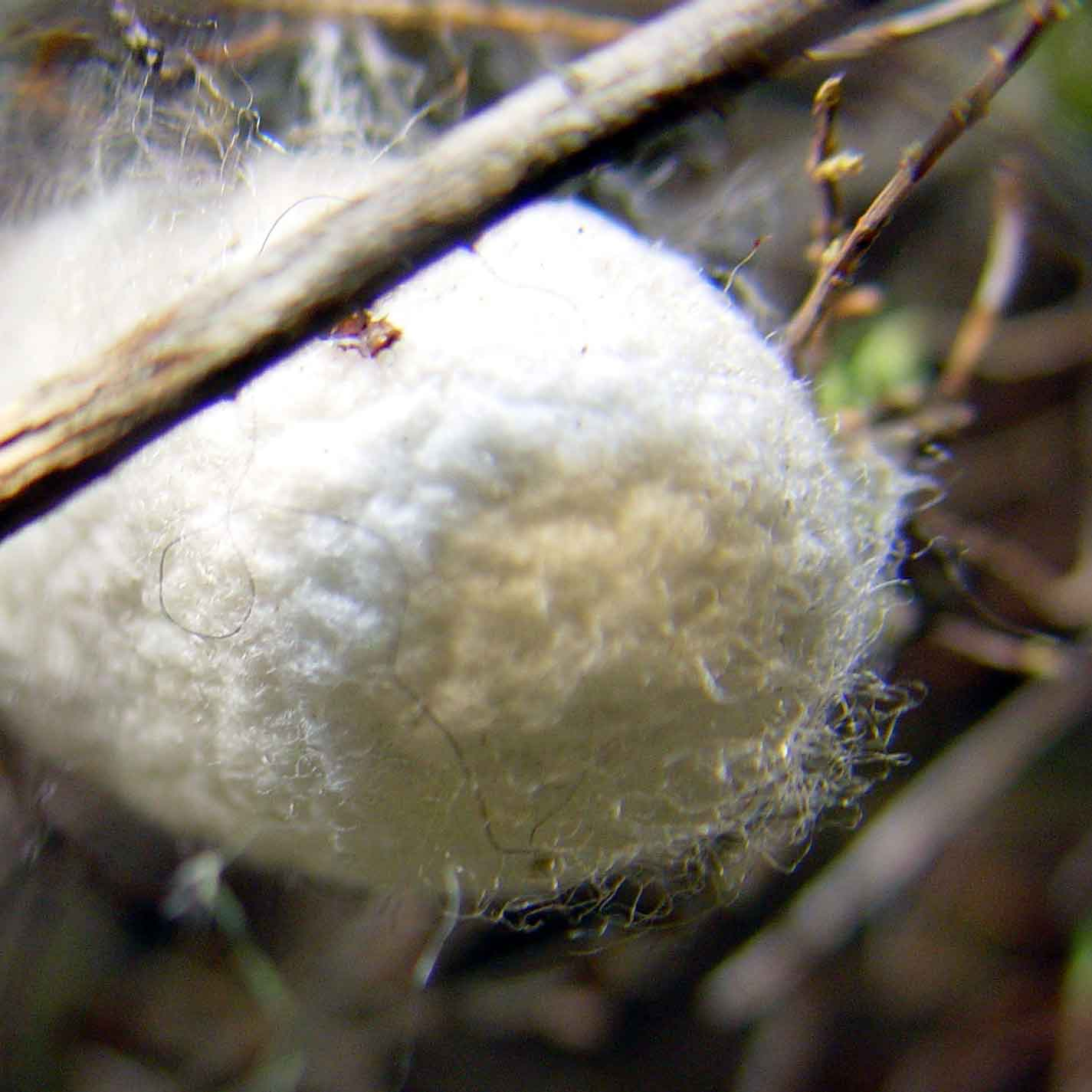
Cocon
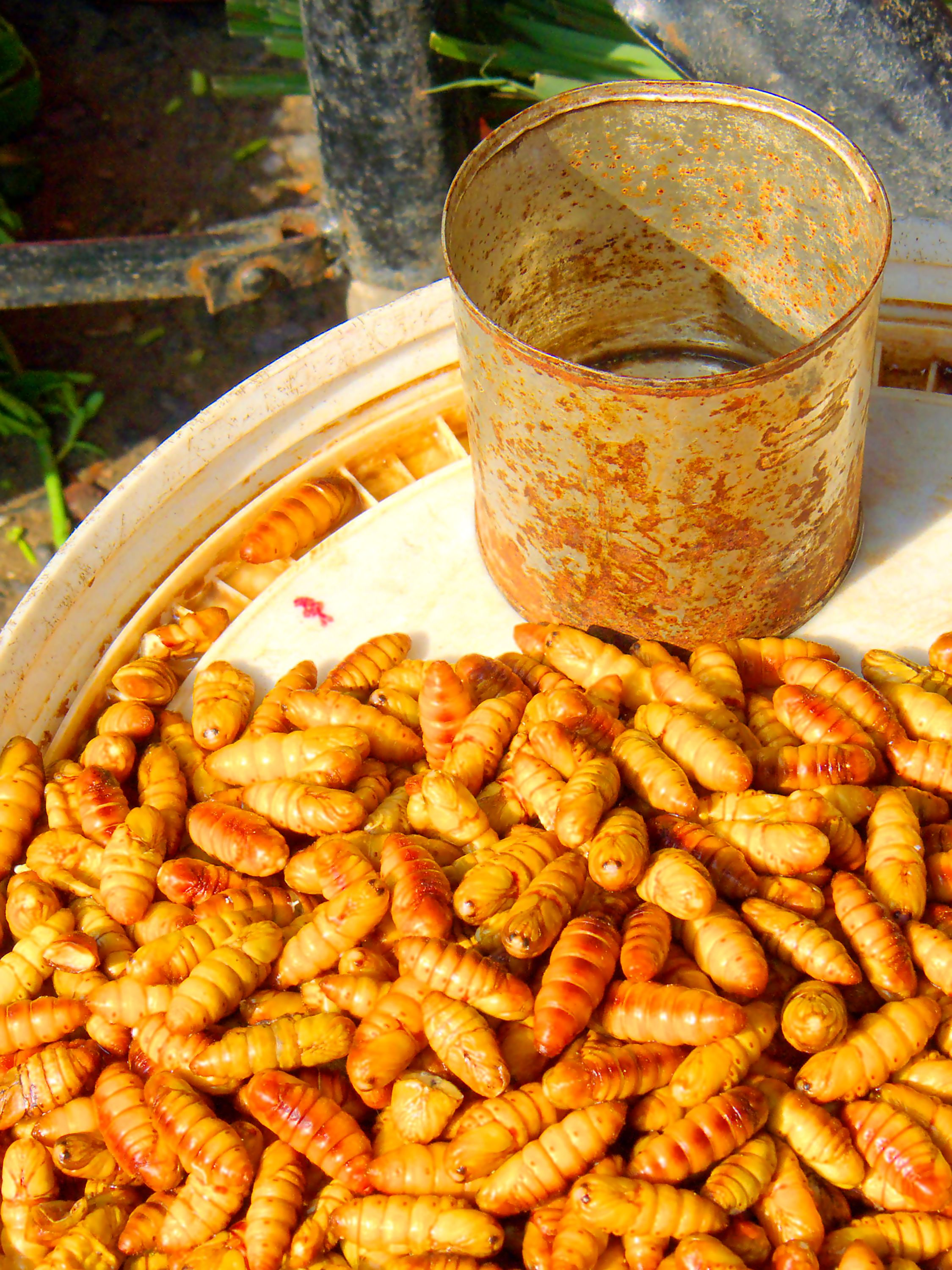
Chrysalides
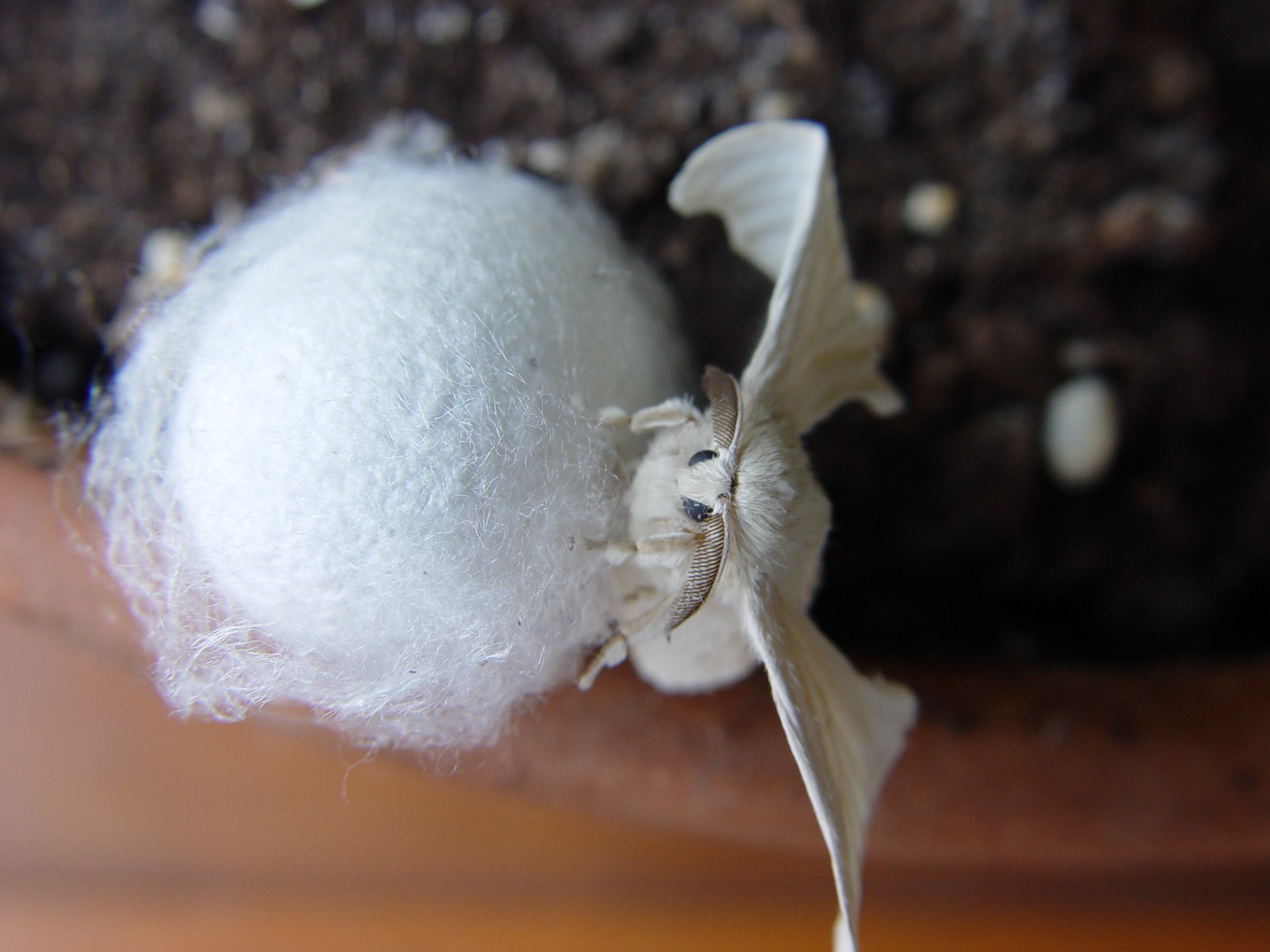
Adulte émergeant du cocon

Comme tous les lépidoptères, le bombyx présente au cours de son développement une alternance entre le stade larvaire sous forme de chenille et le stade adulte ou imago. Toutefois il présente une particularité singulière en ce qui concerne la diapause ou arrêt du développement pour passer la saison froide. Cette diapause s'effectue sous la forme œuf et non pas sous la forme chrysalide comme la plupart des cas pour les papillons.

### Le papillon
Le Bombyx mori est inconnu à l'état sauvage. C'est un produit tout à fait artificiel de sélection par élevage appelé sériciculture, avec une grande variété de lignées et de races qui diffèrent par la couleur et la qualité de la soie, la dimension et la forme du cocon, le nombre de générations annuelles. Certains cocons modernes issus de la recherche génétique sont si grands et si durs que les papillons ne peuvent s'en échapper que s'ils sont aidés. C'est un papillon nocturne.
À l'état domestique où il a été réduit, le papillon femelle ne vole pas. La femelle apparaît avec des ailes blanches, des antennes peu développées et un abdomen volumineux. Le mâle est plus petit, avec des ailes grises qu'il agite continuellement, des antennes très développées qui lui permettent de détecter les phéromones émises par la femelle, comme le bombykol. La femelle attend l'approche du mâle qui seul peut se déplacer. Trois jours après la fécondation, elle pond de 300 à 700 œufs.
Les bombyx adultes ne consomment aucune nourriture, solide ou liquide. Les œufs sont entièrement développés quand la femelle est au stade de la chrysalide et ils sont prêts à être émis en une ponte unique et abondante au moment où l'adulte sort de la chrysalide.

### La chenille

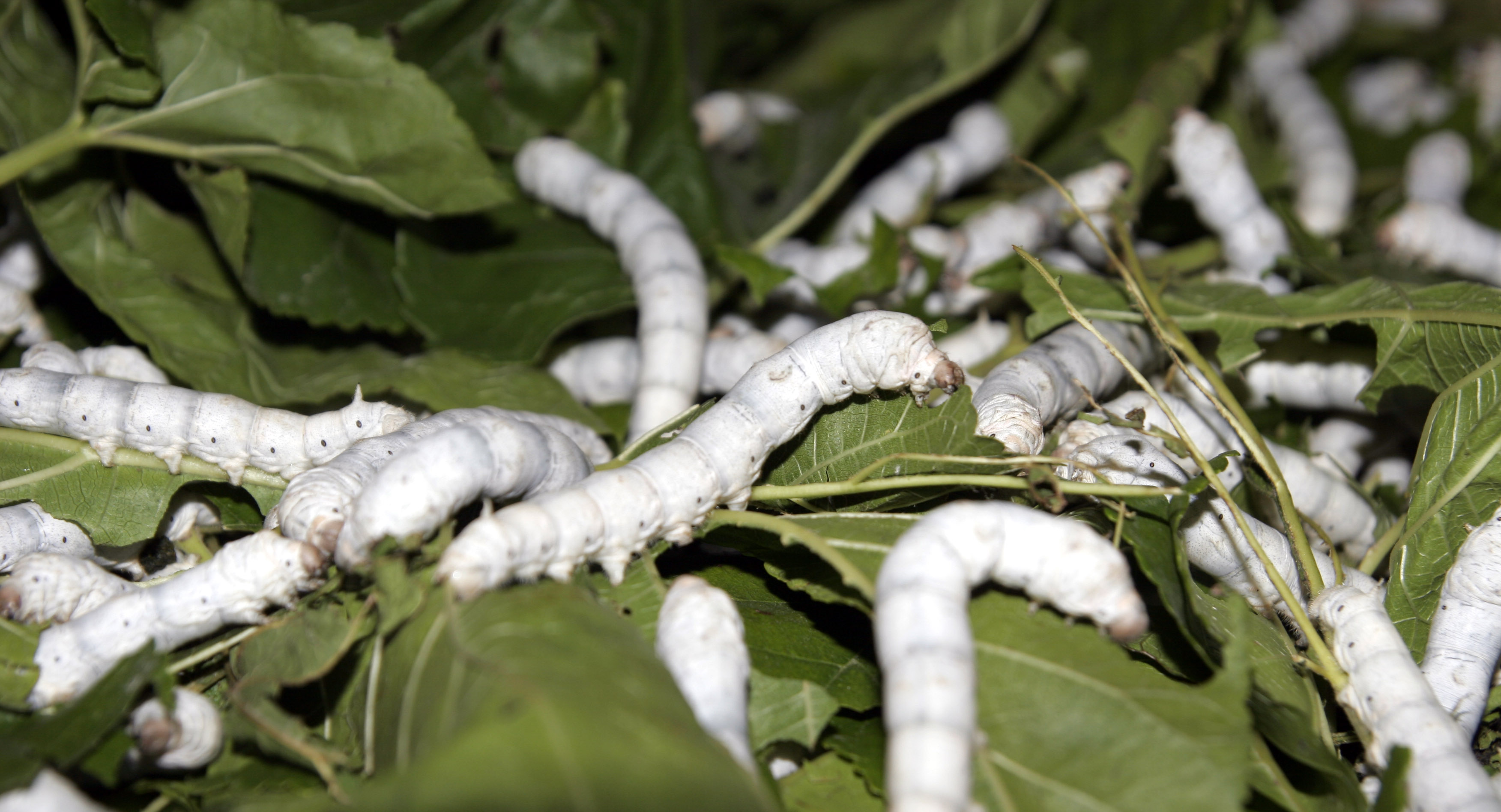
Chenilles âgées de vingt-et-un jours

Le ver à soie se compose de douze segments présentant sur chacun de leurs côtés une rangée de stigmates. Les trois premiers segments portent chacun une paire de pattes articulées. Les sixième, septième, huitième et neuvième segments sont pourvus de fausses pattes membraneuses armées d'éperons permettant à la larve de s'accrocher aux feuilles. L'avant-dernier segment présente sur sa face dorsale un éperon dont la pointe est dirigée vers l'arrière.
Les feuilles du mûrier blanc sont l'alimentation préférée du ver à soie, donnant la soie de meilleure qualité. Cependant, le ver à soie peut se nourrir d'autres mûriers (Morus nigra, Morus rubra , Morus bombycis…), ainsi que de certaines autres plantes de la famille des Moraceae (oranger des Osages, Broussonetia).
Quand le ver à soie sort de l'œuf, il est long de deux millimètres environ et couvert de poils. Il subit quatre mues, puis, après avoir tissé son cocon, il se transforme en chrysalide à l'intérieur du cocon. Sa croissance est considérable et peut se résumer dans le tableau suivant :
|                         | Longueur de la larve en mm. | Poids en mg. |
| ----------------------- | --------------------------- | ------------ |
| éclosion                | 3.5                         | 0,5          |
| sortie 1re mue          | 8                           | 15           |
| sortie 2e mue           | 15                          | 45           |
| sortie 3e mue           | 28                          | 400          |
| sortie 4e mue           | 40                          | 1600         |
| à la plus grande taille | 80                          | 9500         |

Ces chiffres peuvent varier en fonction des races, des conditions d'élevage, etc.
L'anatomie diffère peu de celle des autres chenilles de lépidoptères. L'appareil digestif est constitué d'un long canal cylindrique comportant œsophage, estomac et intestin. La circulation du sang est assurée par un vaisseau dorsal présentant plusieurs renflements. Le sang circule d'arrière en avant.

#### Glandes séricigènes
Le long du canal intestinal et de chaque côté du corps de la chenille se trouvent deux glandes en tube composées de trois parties bien distinctes. Un tube capillaire très enroulé mesurant de quinze à vingt-cinq millimètre de longueur et un millimètre de diamètre, au sein duquel la matière soyeuse est élaborée, débouche dans une sorte de sac allongé servant de réservoir et dans lequel la matière soyeuse est versée. À ce stade, la substance est gélatineuse. De l'extrémité antérieure de chaque réservoir nait un second tube capillaire qui se réunit à son congénère pour ne former qu'un seul conduit de faible longueur : c'est la filière.
Dans son parcours, le fil de soie de chacune des deux glandes prend de plus en plus de consistance. Les deux fils se soudent dans la filière et sont recouverts d'un vernis les préservant de l'humidité et leur donnant son brillant.
À partir de ces glandes séricigènes, on préparait le crin de Florence. Lorsque les vers sont sur le point de fabriquer leur cocon, ils sont ébouillantés dans un bain acidulé, afin d'extraire les glandes puis étirées légèrement pour fabriquer un fil de trente à quarante centimètres de long. Ce fil, le crin de Florence, était utilisé en chirurgie comme fil de suture et servait à confectionner des lignes pour la pêche.

## Maladies
- Muscardine

Le mal del segno est provoqué par un champignon, Beauveria bassiana, qui cause la muscardine blanche du ver à soie tandis que Beauveria effusa en provoque une rouge.
- Pébrine

La gattine, aussi appelé pébrine, est une maladie épidémique et héréditaire. Elle est caractérisée par le fait que les vers atteints sont parsemés de petits points noirs ressemblant à des grains de poivre (pebre en provençal) qui se montrent sur le corps, et par des corpuscules dans l'intérieur de leurs organes. Les vers perdent de l'appétit, leur croissance devient très inégale les uns par rapport aux autres. Ils peuvent mourir avant d'avoir filé le cocon ou dans le cocon. Mais ils peuvent aussi devenir papillons, ils fournissent alors de la graine corpusculeuse qui ne produit que des vers plus fortement malades.
- Flacherie

La maladie des morts-flats ou flacherie doit son nom au fait que les vers morts deviennent mous, flasques (flacs ou flats en provençal).
Louis Pasteur a fait des recherches sur plusieurs maladies du ver à soie, qui menaçaient la production de soie en Europe à cette époque.

## Histoire
En Chine, on attribue la découverte du ver à soie à l’impératrice Leizu. La légende raconte qu'elle buvait du thé sous un mûrier lorsqu'un cocon tomba dans sa tasse. Comme elle voulait le récupérer, un fil de soie s'en détacha et plus elle tirait, plus le fil s'allongeait. L'enroulant autour de son doigt pour pouvoir tirer encore, elle ressentit une chaleur agréable. L'impératrice en parla autour d'elle, et cette découverte se propagea; la sériciculture était née. Ce récit n'est que le plus connu de tous ceux qui expliquent la découverte de la soie. 
Afin de rentabiliser sa sériciculture, la Chine actuelle a développé toute une filière industrielle.
En Occident, la première monographie consacrée à un invertébré est celle sur le Bombyx du mûrier : Dissertatio epistolica de bombyce (1669), de Marcello Malpighi.
En 1891, durant le Carnaval de Paris, les petites rondelles, chutes du papier utilisé pour l'élevage du ver à soie, furent utilisées comme projectiles au Casino de Paris. Ce fut le début de la vogue des confetti, dont la production massive commença peu après[réf. nécessaire].
À cause de son importance économique et de sa longue histoire, le ver à soie sert de modèle biologique aux chercheurs. Le génome du ver à soie a fait l'objet de nombreuses études et expérimentations. La possibilité de modifier ce génome par génie génétique permet de créer de nouvelles variétés de Bombyx mori plus résistantes aux maladies, avec une production accrue d'une soie de meilleure qualité ou aux propriétés nouvelles. En 2023, une équipe chinoise annonce avoir fait produire de la soie d'araignée par des vers à soie transgéniques ; ces soies ont une résistance à la traction élevée (1 299 MPa) et une ténacité exceptionnelle (319 MJ/m3), tout en pouvant être produites avec des longueurs comparables aux soies naturelles d'araignée.

## Utilisation

### Utilisation médicale
Le ver à soie fournit un élément de la médecine traditionnelle chinoise, le bombyx batryticatus ou « ver à soie raide » (chinois simplifié : 僵蚕, chinois traditionnel : 僵蠶, pinyin : jiāngcán) qui est le corps séché de la larve morte, infectée par le champignon Beauveria bassiana. Les médecins traditionnels l'utilisent pour dissiper le "vent" (mot utilisé pour expliquer l'origine de plusieurs maladies comme la grippe), dissoudre la pituite et soulager les spasmes.

### Utilisation alimentaire

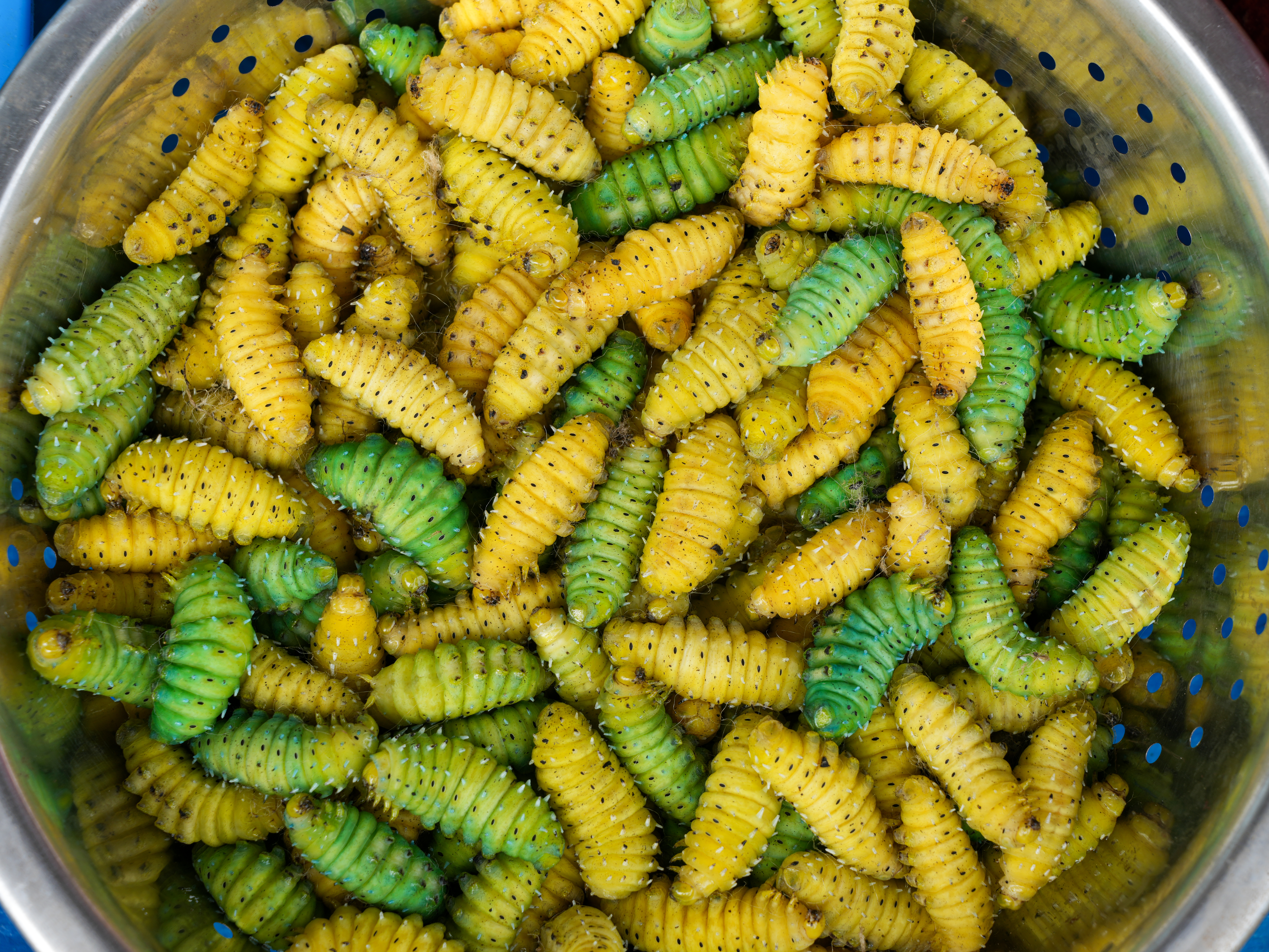
Vers à soie vivants sur un marché en Inde, généralement frits quand ils sont vendus.

Mets composé de chrysalides de ver à soie cuites à la vapeur ou bouillies, et assaisonnées, les beondegi sont un en-cas populaire de la cuisine coréenne. 
Dans l'alimentation animale, le ver à soie est également de plus en plus utilisé en terrariophilie, à la fois pour ses qualités nutritives et pour la spécificité de son élevage qui stimule la curiosité des terrariophiles.

## Symbolique

### Calendrier républicain
- Dans le calendrier républicain, le Ver à soie était le nom attribué au 15e jour du mois de floréal[11].